# Celtic Frost
Celtic Frost var et ekstremmetal-band stiftet i 1984 i Zürich, Schweitz. Bandet var mest kendt for deres indflydelse på thrash metal, black metal, doom metal og dødsmetal.

## Medlemmer
- Tom Gabriel Fischer – Vokal, guitar, programmering
- Martin Eric Ain – Bas, vokal

### Tidligere medlemmer
- Curt Victor Bryant – Guitar, bas (1988 – 1993)
- Oliver Amberg – Guitar (1988 – 1989)
- Ron Marks – Guitar (1987)
- Anders Odden – Guitar (2006 – 2007)
- Dominic Steiner – Bas (1985)
- Reed St. Mark – Trommer, perkussion (1985 – 1988, 1992 – 1993)
- Stephen Priestly – Trommer, perkussion (1984, 1988 – 1992)
- Erol Unala – Guitar (2001 – 2006)
- Franco Sesa – Trommer, perkussion

## Diskografi
- Morbid Tales (1984)
- To Mega Therion (1985)
- Tragic Serenades (EP, 1986)
- Into the Pandemonium (1987)
- Cold Lake (1988)
- Vanity/Nemesis (1990)
- Monotheist (2006)

### Ep'er og opsamlingsalbum
- Emperor's Return (EP, 1985)
- I Won't Dance (EP, 1987)
- Parched With Thirst Am I and Dying (Opsamling, 1992)

## Fodnoter
1. ↑  "Interview med Frost". Arkiveret fra originalen 1. september 2011. Hentet 29. januar 2009.
2. ↑  Gallhammer interview med Contraband Candy

| Musikgruppe | Spire Denne artikel om en musikgruppe er en spire som bør udbygges. Du er velkommen til at hjælpe Wikipedia ved at udvide den. |